# Imrich Plekanec
Imrich Plekanec (7. listopadu 1908, Valašská Belá – 23. září 1964, Varnsdorf) byl český malíř.

## Biografie
Imrich Plekanec se narodil ve slovenské Valašské Belé v roce 1908, po první světové válce se rodiče Imricha Plekance odstěhovali do Jugoslávie, kde Imrich Plekanec vystudoval v Osijeku strojní průmyslovku. V Jugoslávii mezi lety 1924 a 1928 studoval soukromě kresbu u profesora Turkoviče. Studoval také v Maďarsku a Rumunsku. V roce 1929 odešel do Prahy, kde nastoupil na základní vojenskou službu a po jejím absolvování nastoupil na dělnickou školu v Praze, kde v letech 1931 a 1932 studoval kresbu u profesora Preisse. Posléze nastoupil na Ukrajinskou akademii v Praze, kde studoval v ateliéru Ivana Kulce. Posléze přešel na Akademii výtvarných umění v Praze, kde studoval v ateliéru Otakara Nejedlého, s tím procestoval velkou část jižní Evropy. Po ukončení studia odešel v roce 1939 do Jemnice a v roce 1940 do Třebíče. Žil sice v Hartvíkovickém mlýně, ale v Třebíči měl malý ateliér. V Třebíči působil do roku 1947, posléze odešel do Starých Splavů, kde žil jeho přítel Otakar Nejedlý, v roce 1955 pak odešel do Varnsdorfu. Tam vedl výtvarné kroužky pro děti v ROH Velveta i kroužky pro dospělé v závodním klubu TOS.
Byl jmenován čestným občanem města Třebíče. Jedním z jeho žáků byl třebíčský malíř Vladimír Lavický.